# Врбовно
Врбовно је насеље у градској општини Лазаревац у граду Београду. Према попису из 2022. било је 1042 становника.

## Положај села
Врбовно је у доњој долини речице Врбовице која испод Степојевца утиче у Бељаницу. Сеоски потес граничи се на истоку до државног пута који води преко коса Камењака, Топољака и Парловске Косе; према Баљевцу су потеси Дубраве и Чапљаг, према Конатицама су Бељевина, Белосавац и Парлог; до Степојевца је потес Топољак, Церјак и Брекиње. Насеље је мање разбијеног типа. Село се дели на крајеве Горњевац и Доњевац.

## Воде
Кроз село протичу Митровачки Поток, Буковачки Поток и Требежац, који утичу у Врбовицу. Сви потоци и речица Врбовица лети пресушују. Село је оскудно водом, нарочито крај Горњевац који је поред државног пута Липовица – Степојевац. Пије се бунарска вода, а за стоку се копају „баре“, у које се хвата кишница.

## Земље и шуме
Ливаде су слабе, па се преоравају у њиве. Називи места са њивама и ливадама су: Вртунилица, Брекиња, Велиа Ливада, Буковац, Оглавак, Белосавац, Парлог, Шевар, Топољак, Провалија, Брестовац, Митровац, Камењак, Кључеви, Њиве под Буквама, Пландиште и Пужевац.

## Старине у селу
Недалеко од места Провалије има црквина, у којој је и до данас очувана камена „трпеза“. Ту је било и старо „маџарско“ гробље.

## Подаци о селу
Крста се носе „на Јовани“, 8. маја по старом календару, а заветина („бденије“) се држи на дан Пророка Јеремије код сеоског записа. Гробље је на Бељавинама, према Конатицама. Неки родови у овом селу, изузетно од осталих родова, укопавају умрле на својим поседима (Лазићи, Павловићи, Степановићи и Симићи) поред пута, неки у воћњаку и недалеко од куће (Томићи). Тако данас у селу има више мањих гробаља.
Ово насеље је постало од расељеног конатичког засеока Пољане „за прве Милошеве Србије“. Развијало се прираштајем и новим досељеницима. Први пут се помиње по архивским подацима тек 1818. године, када је имало 21 кућу а 1844. године имало је 34 куће са 221 становника. Данас је у њему има 16 родова у 192 куће.

## Демографија
У насељу Врбовно живи 806 пунолетних становника, а просечна старост становништва износи 42,2 година (41,3 код мушкараца и 43,1 код жена). У насељу има 338 домаћинстава, а просечан број чланова по домаћинству је 2,89.
Ово насеље је великим делом насељено Србима (према попису из 2002. године), а у последња три пописа, примећен је пораст у броју становника.
|  |

| Демографија | Демографија | Демографија |
| Година      | Становника  | Становника  |
| ----------- | ----------- | ----------- |
| 1948.       | 791         |             |
| 1953.       | 839         |             |
| 1961.       | 829         |             |
| 1971.       | 755         |             |
| 1981.       | 747         |             |
| 1991.       | 832         | 759         |
| 2002.       | 978         | 1.069       |

| Етнички састав према попису из 2002.‍ | Етнички састав према попису из 2002.‍ | Етнички састав према попису из 2002.‍ | Етнички састав према попису из 2002.‍ | Етнички састав према попису из 2002.‍ |
| ------------------------------------ | ------------------------------------ | ------------------------------------ | ------------------------------------ | ------------------------------------ |
|                                      |                                      |                                      |                                      |                                      |
| Срби                                 | Срби                                 |                                      | 947                                  | 96,83%                               |
| Југословени                          | Југословени                          |                                      | 11                                   | 1,12%                                |
| Црногорци                            | Црногорци                            |                                      | 3                                    | 0,30%                                |
| Муслимани                            | Муслимани                            |                                      | 3                                    | 0,30%                                |
| Украјинци                            | Украјинци                            |                                      | 2                                    | 0,20%                                |
| Мађари                               | Мађари                               |                                      | 2                                    | 0,20%                                |
| непознато                            | непознато                            |                                      | 5                                    | 0,51%                                |

| Година пописа     | 1948. | 1953. | 1961. | 1971. | 1981. | 1991. | 2002. |
| ----------------- | ----- | ----- | ----- | ----- | ----- | ----- | ----- |
| Број домаћинстава | 164   | 179   | 202   | 201   | 222   | 231   | 338   |

| Број чланова      | 1  | 2  | 3  | 4  | 5  | 6  | 7 | 8 | 9 | 10 и више | Просек |
| ----------------- | -- | -- | -- | -- | -- | -- | - | - | - | --------- | ------ |
| Број домаћинстава | 78 | 92 | 50 | 60 | 29 | 22 | 7 | 0 | 0 | 0         | 2,89   |

| Пол    | Укупно | Неожењен/Неудата | Ожењен/Удата | Удовац/Удовица | Разведен/Разведена | Непознато |
| ------ | ------ | ---------------- | ------------ | -------------- | ------------------ | --------- |
| Мушки  | 408    | 122              | 256          | 15             | 15                 | 0         |
| Женски | 435    | 72               | 257          | 83             | 21                 | 2         |
| УКУПНО | 843    | 194              | 513          | 98             | 36                 | 2         |

| Пол    | Укупно                    | Пољопривреда, лов и шумарство | Рибарство                            | Вађење руде и камена | Прерађивачка индустрија       |
| ------ | ------------------------- | ----------------------------- | ------------------------------------ | -------------------- | ----------------------------- |
| Мушки  | 191                       | 48                            | 0                                    | 24                   | 46                            |
| Женски | 124                       | 43                            | 0                                    | 7                    | 13                            |
| УКУПНО | 315                       | 91                            | 0                                    | 31                   | 59                            |
| Пол    | Производња и снабдевање   | Грађевинарство                | Трговина                             | Хотели и ресторани   | Саобраћај, складиштење и везе |
| Мушки  | 3                         | 16                            | 13                                   | 3                    | 18                            |
| Женски | 0                         | 1                             | 22                                   | 5                    | 4                             |
| УКУПНО | 3                         | 17                            | 35                                   | 8                    | 22                            |
| Пол    | Финансијско посредовање   | Некретнине                    | Државна управа и одбрана             | Образовање           | Здравствени и социјални рад   |
| Мушки  | 0                         | 9                             | 2                                    | 1                    | 0                             |
| Женски | 2                         | 2                             | 4                                    | 7                    | 10                            |
| УКУПНО | 2                         | 11                            | 6                                    | 8                    | 10                            |
| Пол    | Остале услужне активности | Приватна домаћинства          | Екстериторијалне организације и тела | Непознато            | Непознато                     |
| Мушки  | 5                         | 0                             | 0                                    | 3                    | 3                             |
| Женски | 2                         | 1                             | 0                                    | 1                    | 1                             |
| УКУПНО | 7                         | 1                             | 0                                    | 4                    | 4                             |